# 玛利亚的称号
耶穌的母親玛利亞有许多特殊称号，如诞神女（希臘語：Theotókos）、天主之母（拉丁語：Mater Dei）、基督之母（Mother of Christ）、童贞玛利亚（Virgin Mary）、荣福玛利亚（Blessed Mary）、圣母及聖母瑪利亞（法語：Notre Dame）、天上母后（拉丁語：Regina Caeli）等等。

## 诞神女
誕神女或生神者（Theotókos，/ˌθiəˈtɒkəs/，意为：Birth-Giver of God，the one who gives birth to God），這個稱號在古代敍利亞教會等中極受重視，在以弗所公會議中決議給與馬利亞這個稱號。但在西方基督教的应用中，逐渐被不特指生育耶稣事件，而强调圣母子间恒久特殊关系的“天主之母”一词取代。
古希腊语单词（Theotokos）是由兩個语素組成，其中是神、上帝的意思，而是懷孕、生子的意思。學者雅羅斯拉夫·帕利坎（Jaroslav Pelikan）解釋這個字的意思是「那個人，她所生下的兒子中，有一個是神」。
俄利根通常被認為是第一個以“诞神女”（Theotokos）來稱呼馬利亞的人，但是這個說法根據的文獻可靠性有所爭議，無法確認。
在早期教父中，使用“诞神女”稱呼馬利亞的有亚他那修、國瑞納祥、金口若望、希波的奥古斯丁等人。

## 天主之母
天主之母或神之母、上帝之母（敍利亞文： ܝܳܠܕܰܬ ܐܰܠܳܗܳܐ‬，Yoldath Alloho），是馬利亞的稱號之一。在東正教會、東方正統教會與天主教會中，都使用這個稱號來稱呼馬利亞。
英語： ，對應於另一個希臘文單字（Mētēr tou Theou），或古希臘語：（Theomētor，另一個拼法為Θεομήτηρ，Theomētēr），這兩個單字都是神的母親之意。它通常被縮寫為ΘΥ（MP），作為馬利亞的象徵符號。
但不管是Theotokos或Mētēr tou Theou，在古希臘文基督教文獻中，都是使用於馬利亞懷孕與生下耶穌的時候。在三位一體教義中，耶穌與聖父及聖靈為一體，認為耶穌就是天主，馬利亞為耶穌之母，因此也可稱為天主之母。但這不代表馬利亞生下聖父或聖靈，更精確的說，馬利亞生下的是神的化身（Incarnation），道成肉身，三位一體的神的其中一個位格，也就是聖子耶穌。因此，也有人主張，應譯為「神的化身之母」。

## 基督之母
基督之母或我們的上帝和救主——基督之母（the Mother of Christ our God and Saviour）
早期基督教中，也有如聶斯脫里等人，認為生神女（Theotokos）這個稱號太容易使人混淆，主張以基督之母的稱號來加以取代。這些觀點引起在神學上的爭議。

## 童贞玛利亚
童貞瑪利亞或童貞女瑪利亞的稱號是相信圣母卒世童贞（希臘語：ἀειπάρθενος，羅馬化：Aeiparthenos，又译圣母终身童贞），是认为玛利亚在耶稣诞生之前、诞生之时、诞生之后都保持童贞的神学观点。

## 荣福/万福玛利亚
玛利亚被称为荣福者即有福/蒙赐福的（blessed），出自《路加福音》第1章记述的圣母领报时天使加百列（加俾額爾）欢呼问候万福（希臘語：Chaire, Kecharitomene）后对玛利亚说的话以及圣母往见时施洗约翰(圣若翰洗者)的母亲以利沙伯（依撒伯尔）对玛利亚说的话，都表示玛利亚充满上主的恩宠（full of grace）。
|                               | 26到了第六個月，天使加俾額爾奉天主差遣，往加裏肋亞一座名叫納匝肋的城去，27到一位童貞女那裏，她已與達味家族中的一個名叫若瑟的男子訂了婚，童貞女的名字叫瑪利亞。 28天使進去向她說：「萬福！充滿恩寵者，上主與你同在！」 29她卻因這話驚惶不安，便思慮這樣的請安有什麼意思。 30天使對她說：「瑪利亞，不要害怕，因爲你在天主前獲得了寵幸。 31看，你將懷孕生子，並要給他起名叫耶稣。 32他將是偉大的，並被稱爲至高者的兒子，上主天主要把他祖先達味的御座賜給他。 33他要爲王統治雅各伯家，直到永遠；他的王權沒有終結。」 34瑪利亞便向天使說：「這事怎能成就？因爲我不認識男人。」 35天使答復她說：「聖神要臨於你，至高者的能力要庇蔭你，因此，那要誕生的聖者，將稱爲天主的兒子。 36且看，你的親戚依撒伯爾，她雖在老年，卻懷了男胎，本月已六個月了，她原是素稱不生育的37因爲在天主前沒有不能的事。」 38瑪利亞說：「看，上主的婢女，願照你的話成就於我吧！」天使便離開她去了。 39瑪利亞就在那幾日起身，急速往山區去，到了猶大的一座城。 40她進了匝加利亞的家，就給依撒伯爾請安。 41依撒伯爾一聽到瑪利亞請安，胎兒就在她的腹中歡躍。依撒伯爾遂充滿了聖神， 42大聲呼喊說：「在女人中妳是蒙祝福的，妳的胎兒也是蒙祝福的。 43吾主的母親駕臨我這裡，這是我那裡得來的呢? 44看，妳請安的聲音一入我耳，胎兒就在我腹中歡喜踴躍。 45'那信了由上主傳於她的話必要完成的，是有福的。」 |
| ——《路加福音》第1章（思高本） | |

## 天上母后
天主教也稱瑪利亞為：天上母后（拉丁語：Regina Caeli）

## 圣母
汉语里的圣母，这一应用可能起于明朝天主教，目前在華語地區，最常使用「聖母瑪利亞」來稱呼瑪利亞。
利瑪竇和徐光啟將天主教传统中的拉丁文漢譯為“天主聖母”，有時也以聖母代替（；“后”，天上母后）等其他瑪利亞的稱號。
當代華語天主教彌撒常用“天主之母童貞榮福瑪利亞”（Blessed Virgin Mary, Mother of God）等稱號組合来敬稱瑪利亞。
部分華人天主教徒也暱稱瑪利亞為聖母媽媽。
在台南市的中華聖母主教座堂中，教堂內使用「天上聖母」來敬稱瑪利亞。
“我们的女主”一般汉译为“圣母”。
Madonna，源自義大利語：ma donna，漢譯為「貴夫人（My Lady）」），使用此稱號來尊稱瑪利亞。
一些学校以「聖母」为名，例如美国的圣母大学、澳洲圣母大学。

## 得名自圣母显现事件
- 瓜達露佩聖母（西班牙語：Nuestra Señora de Guadalupe）：得名自1531年12月當時墨西哥還屬於西班牙時，聖母曾四次顯靈給胡安·迭戈（Juan Diego），一次顯現給他的叔叔胡安·貝爾納迪諾（Juan Bernardino）。
- 露德聖母（Notre-Dame de Lourdes；）：得名自1858年在法國盧爾德（露德），14歲少女伯爾納黛·蘇比魯聲稱目睹18次顯現事件。
- 蓬曼圣母（法語：Notre-Dame de Pontmain）：得名自1871年1月17日法国马耶讷省蓬曼村圣母显现事件。
- 中華聖母：得名自1900年中国庚子拳乱中直隶省保定府清苑县东闾村圣母显现事件。
- 法蒂瑪聖母：（葡萄牙語：Nossa Senhora de Fátima）得名自1917年在葡萄牙法蒂瑪小鎮發生的多起法蒂瑪聖母顯靈事件。
- 巴訥聖母（法語：Notre-Dame de Banneux）得名自1933年1月15日至3月2日期間，多次在比利時列日市南部的一個小村莊巴訥，聖母顯現給瑪莉特·貝可（Mariette Beco）。
- 秋田聖母（日語：秋田の聖母マリア、あきたのせいぼマリア）得名自1970年代起，在日本秋田縣秋田市添川湯澤台的天主教會在俗修道會「聖體奉仕會」內發生的一系列奇蹟現象。

## 其他称号及瞻禮
- 聖瑪利亞（英語：Saint Mary、St. Mary）
- alma mater
- 圣母进教之佑（或称“进教之佑圣母”）
- 海星聖母（或称“海洋之星圣母”）
- 解結聖母（英語：Mary, Untier of Knots）
- 聖母無染原罪（或稱無染原罪聖母）
- 永援聖母（拉丁語：Nostra Mater de Perpetuo Succursu；英語：Our Mother of Perpetual Help、Our Lady of Perpetual Help）
- 玫瑰聖母（英語：Our Lady of the Rosary、Madonna of the Rosary）
- 聖母無玷聖心（英語：Immaculate Heart of Mary）
- 聖母升天（英語：Assumption of Mary）
- 七苦聖母（英語：Our Lady of Sorrows）
- 教會之母（英語：Mother of the Church）
- 慈悲之母（英語：Mother of Mercy）
- 諸聖之（英語：Queen of All Saints）
- 天使之（英語：Queen of Angels）
- 宗徒之（英語：Queen of Apostles）

## 聖母德敘禱文
聖母德敘禱文中提及的49個稱號︰
- 聖瑪利亞
- 天主聖母
- 童身之聖童身者
- 基利斯督之母
- 天主寵愛之母
- 至潔之母
- 至貞之母
- 無損者母
- 無玷者母
- 可愛者母
- 可奇者母
- 善導之母
- 造物之母
- 救世之母
- 極智者貞女
- 可敬者貞女
- 可頌者貞女
- 大能者貞女
- 寬仁者貞女
- 大忠者貞女
- 義德之鏡
- 上智之座
- 吾樂之緣
- 神靈之器
- 可崇之器
- 虔誠大器
- 玄義玫瑰
- 達味敵樓
- 象牙寶塔
- 黃金之殿
- 結約之櫃
- 上天之門
- 曉明之星
- 病人之痊
- 罪人之託
- 憂苦之慰
- 進教之佑
- 諸天神之
- 諸聖祖之
- 諸先知之
- 諸宗徒之
- 諸為義致命之
- 諸精修之
- 諸童身之
- 諸聖人之
- 無原罪始胎者
- 榮召升天之
- 聖玫瑰經之
- 和平之